# Horytnica
«Horytnica» — польський рок-гурт, заснований 2007 року. Грає у жанрах рок і метал, рок проти комунізму . Гурт у своїх піснях розповідає про історію Польщі, найбільше членів колективу цікавить період Другої світової війни.

## Склад
- Павел Зарадло (Paweł Zaradło) — гітара
- Пйотр Демковський (Piotr Demkowski) — бас-гітара
- Міхал Гурний (Michał Górny) — ударні (з 2007)
- Томаш Белінський (Tomasz Beliński) — вокал, гітара (з 2007)

## Дискографія
- 2008 — «Horytnica»
- 2011 — «Głos Patriotów» («Голос Патріотів»)
- 2012 — «Historie walk o wolność» («Історії боротьби за свободу»)
- 2013 — «In Memoriam Vol. 1»
- 2015 — «Pod Znakiem Miecza»